# Ali Al-Habsi
Ali Al-Habsi (navn på arabisk: علي بن عبد الله بن حارب الحبسي; født 30. december 1981) er en fodboldspiller fra Oman, der spiller for den saudiarabiske klub Al-Hilal. Han er også anfører/kaptajn for Omans fodboldlandshold.

## Karriere

### Tidlig karriere
Ali Al-Habsi blev født i Oman, hvor han startede sin tidlige fodboldkarriere hos Al-Mudhaibi og Al-Nasr

### FK Lyn Oslo
I 2003 skiftede Al-Habsi fra Al-Nasr til den norske klub Lyn Oslo. Der spillede han i tre år.

### Bolton Wanderers
I Januar 2006 skiftede Al-Habsi fra den norske klub Lyn Oslo til den engelske klub Bolton.
Al-Habsi spillede ikke en eneste førsteholdskamp i det første år hos Bolton. Al-Habsi spillede hans fulde Bolton debutkamp i 2-1 sejren over Fulham, i den engelske League Cup i 2007.
Al-Habsi spillede derefter yderligere 15 kampe i løbet af 2007/2008 sæsonen for Bolton. Han er mest kendt for den kamp han spillede mod Bayern München, i UEFA Cuppen hvor han lavede en masse gode redninger mod det tyske stjernehold. Al-Habsi spillede hans første Premier League kamp mod de lokale rivaler Wigan Athletic. I December 2008, blev Al-Habsi belønnet for hans flotte arbejde og gode insats med en kontraktforlængelse med Bolton indtil 2013. Al-Habsi mistede hans position som første målmand, da Jussi Jääskeläinen kom tilbage fra sin skade.

### Wigan Athletic (lån)
I juli 2010 tilsluttede Al-Habsi sig de lokale rivaler Wigan Athletic på et 1-årig lån. Han spillede sin debutkamp for klubben den 24. august 2010 i en League Cup kamp mod Hartepool United. Wigan Athletic vandt kampen 0-3. Fire dage senere spillede Al-Habsi sin liga debutkamp mod Tottenham. Samme år blev Ali Al-Habsi udnævnt til årets spiller 2010-2011 i engelsk fodbold.

### Wigan Athletic
Den 4. juli 2011 blev Ali Al-Habsi solgt til Wigan Athletic F.C. for £4 millioner pund. Ali Al-Habsi skrev under på en fire-årig kontrakt med klubben. Al-Habsi betragtede ham selv som en fantastisk straffesparks redder, og det havde han god grund til. Al-Habsi redde nemlig 50% af alle straffespark der blev taget på ham, siden han sluttede sig til Wigan Athletic. Robin van Persie, Carlos Tevez, Javier Hernández og Mikel Arteta var blandt andet nogle af de spilleres straffespark, der blev reddet af Ali Al-Habsi. Det gjorde blandt andet at klubber som Arsenal og Liverpool fik interesse for ham. Men i slutningen af 2012/2013 sæsonen, blev Al-Habsi overhalet af den unge spanier Joel Robles som var på lån i klubben. Den følgende sæson efter at Al-Habsi var på bænken i Wigan’s -sejr over Manchester City, rykkede Wigan Athletic ned i Championship.

### Brighton & Hove Albion (lån)
Den 31. oktober blev Al-Habsi lånt ud til Championship klubben Brighton & Hove Albion på et en måneds lån. Efter bare en kamp for Brighton tog Al-Habsi tilbage til Wigan Athletic.

### Reading
Efter sit kontraktudløb med Wigan Athletic kom Al-Habsi på prøveophold i Reading i juli 2015. I den periode klarede han det godt, så han skrev under på en to-årig kontrakt med klubben. Al-Habsi forlængede hans kontrakt med Reading indtil slutningen af 2018/2019 sæsonen.

#### 2016/2017
Den 17. marts 2017 lavede Al-Habsi så mange gode redninger i 2-0 sejren over EFL Championship playoff rivalerne Sheffield Wednesday. Det gjorde at Ali Al-Habsi blev taget med i EFL Championship team of the season, og udnævnt til årets spiller i EFL Championship 2016/2017 sæsonen.

### Al-Hilal
Den 17. juli 2017 skiftede Ali Al-Habsi til den saudi arabiske klub Al-Hilal på en tre-årig kontrakt.

## Personligt liv
Ali Al-Habsi er praktiserende muslim. Han siger at hans tro spiller en stor rolle i hans liv. Han er også gift og har tre døtre.
Efter Al-Habsi blev færdig med gymnasiet, arbejdede han som brandmand i Seeb International Airport i Muscat. Al-Habsi sagde engang i et interview at hvis han ikke havde spillet professionelt fodbold i dag, ville han være fortsat med at arbejde som brandmand. 
Al-Habsi er også medstifter af Safety First, som er en trafiksikkerhedsorganisation i Oman. Safety First arbejder på at reducere trafikulykker i landet.